# Saaz

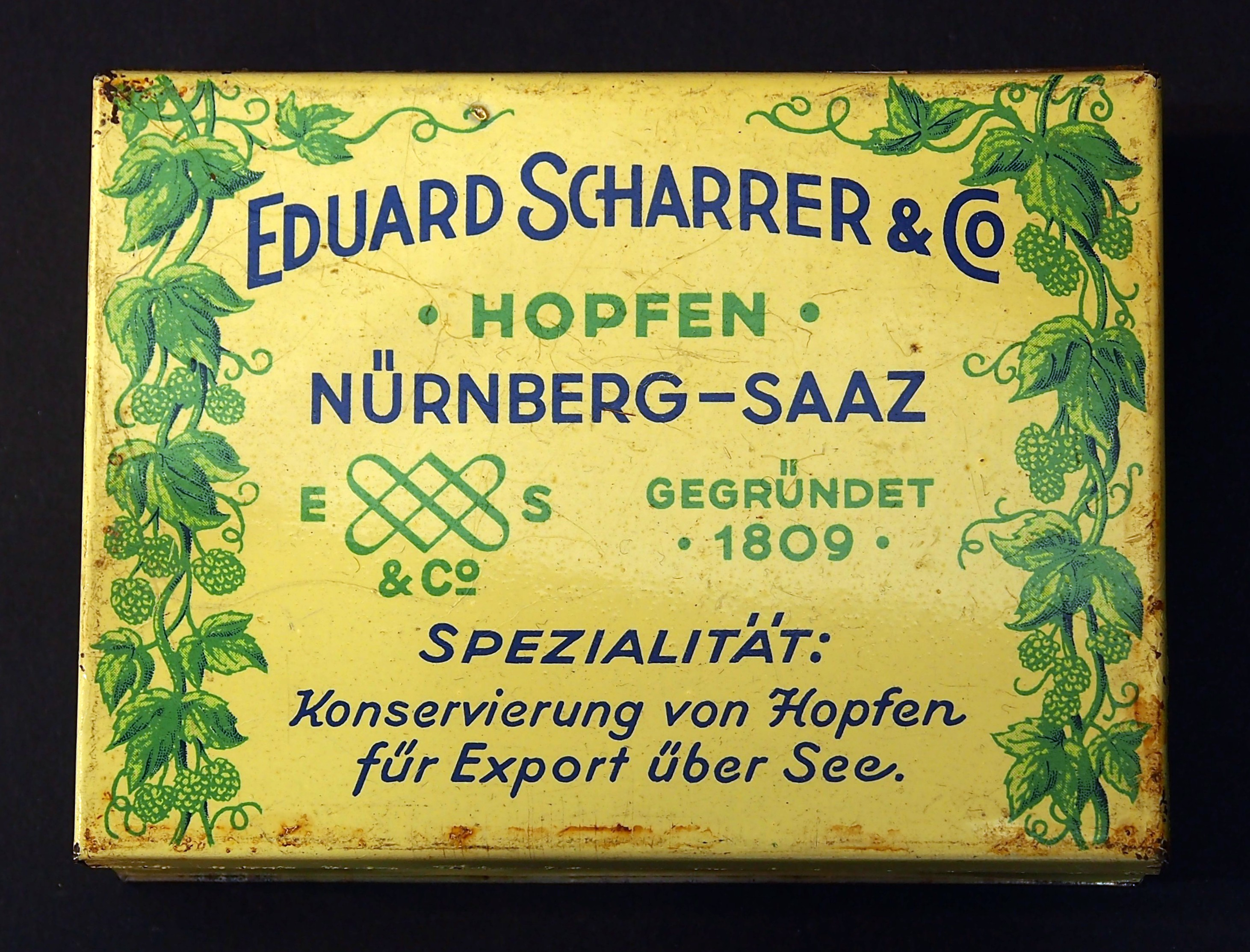
Anunci de llúpols Haaz.

Saaz és una varietat de llúpol. És una de les sis varietats considerades nobles, molt més aromàtic que amargant i amb un sabor molt particular. És el llúpol que més s'associa a l'estil de cervesa pils de Bohèmia, ja que més de 2/3 de la producció de llúpol de la República Txeca és d'esta varietat. La denominació prové del nom alemany que tradicionalment s'ha donat a la ciutat txeca de Zatec. Existeix una varietat pròpia als EUA, amb més àcid alpha que l'original.
L'any 2007 l'empresa Damm va llançar al mercat una cervesa amb aquest nom.